# نيوتن (مغني)
نيوتن (بالإنجليزية: Newton)‏ هو مغني بريطاني، ولد في 3 يونيو 1967.

## وصلات خارجية
- نيوتن على موقع ميوزك برينز (الإنجليزية)
- نيوتن على موقع ديسكوغز (الإنجليزية)